# 香港報業
香港報業是香港的報紙行業。香港每天出版多份不同報紙，若按全球人口比例計算，是最多中文報紙出版的地方。香港報紙主要以中文正體字刊登，亦有用英文刊登。香港報紙的主要特點為版數多、彩色印刷、用對開紙、左開本形式刊出。
香港中文報紙主要為：《星島日報》、《東方日報》、《太陽報》(已停刊)、《明報》、《成報》、《蘋果日報》(已停刊)、《大公報》、《文匯報》、《香港商報》等。而英文報紙則有《南華早報》。